# Friedrich Hildebrandt
Friedrich Karl Heinrich August Hildebrandt (Kiekindemark, 19 september 1898 – Landsberg am Lech, 5 november 1948) was een Duits militair en oorlogsmisdadiger. Hij was Gouwleider in de NSDAP en een SS-Obergruppenführer (luitenant-generaal). Hij was parlementslid voor de NSDAP in de Rijksdag. Na de Tweede Wereldoorlog werd hij ter dood veroordeeld.

## Jeugd
Friedrich Hildebrandt werd geboren als een zoon van een landarbeider en herder Friedrich Hildebrandt (1871) en zijn vrouw Marie (1874). Vanaf 1905 tot 1913 zat hij op de basisschool in Benzin nabij Lübz, Groß Lüben en Legde. Tot 1914 was hij landarbeider, waarna hij werkte als hulpspoorwegarbeider.

## Eerste Wereldoorlog
Op 25 november 1916 werd hij als oorlogsvrijwilliger tijdens de Eerste Wereldoorlog ingezet in het Reserve-Infanterie-Regiment 24 aan het westfront.
In januari 1919 keerde Hildebrandt terug naar Mecklenburg en sloot zich aan bij het vrijkorps von Brandis. Dit vrijkorps werd ingezet in het Balticum. Daarbij werd Hildebrandt als manschap van de 1e compagnie van het vrijkorps op 6 juli 1919 gevangengenomen. In 1919 was hij tijdelijk lid van de Duitse Nationale Volkspartij (DNVP). Daarvoor was hij nog tot Vizefeldwebel bevorderd, Hildebrandt werd in januari 1920 uit de Heer ontslagen.

## Politieke loopbaan
Tot juni 1920 was hij lid van de Schutzpolizei in Halle (Saale). Vanwege zijn optreden tegen de tegenstanders van de Kapp-putsch van maart 1920, werd hij in Osterfeld, Weißenfels en Halle aangeklaagd en in een proces vrijgesproken. Daarna werkte hij als landarbeider en tuinman. Tussen 1921 en 1922 was hij voorzitter van de cirkelgroep Westprignitz van de Brandburgse Landarbeidersbond.
Van 1924 tot januari 1925 was Hildebrandt lid van de Duitse Volks Vrijheidspartij (DVFP). Voor de DVFP was Hildebrandt van 1924 tot 1926 afgevaardigde in het parlement van de deelstaat Mecklenburg-Schwerin. Op 1 februari 1925 werd hij lid van de NSDAP, de officiële opname was pas in mei 1925. Op 27 maart 1925 werd hij gouwleider van Mecklenburg en Lübeck. In 1927 richten hij het tijdschrift de Niederdeutscher Beobachter op.
In 1929 werd hij afgevaardigde voor de NSDAP in het parlement van de deelstaat Mecklenburg-Schwerin. Bij de Rijksdagverkiezingen van 1930 werd Hildebrandt gekozen voor de Rijksdag. Na de afscheiding van Otto Strasser van de NSDAP meldde Hildebrandt in de krant de Nationale Socialist (Nationaler Sozialist), dat Hildebrandt zich bij de nieuwe groepering van Strasser had aangesloten. Hildebrandt ontkende dit op 11 juli 1930 officieel. Als gouwleider was Hildebrandt van juli 1931 tot februari 1932 met verlof.
Na de Machtergreifung van de nationaal socialisten behield Hildebrandt zijn zetel in de Rijksdag en hield deze tot het einde van de Tweede Wereldoorlog. Op 26 mei 1933 was hij de Rijksstadhouder (Reichsstatthalter) van Mecklenburg-Schwerin. Op 1 april 1937 verloor Hildebrandt de bevoegdheid over Lübeck aan de gouwleider van Sleeswijk-Holstein, Hinrich Lohse. Hierbij verloor Lübeck zijn zelfstandigheid in de Groot-Hamburg-Wet (Groß-Hamburg-Gesetz). Op 1 januari 1934 sloten de beide andere deelstaten zich al aan bij Mecklenburg. Op 18 januari 1934 trad Hildebrandt met terugwerkende kracht vanaf 5 december 1933 in de SS met de rang van een SS-Oberführer. In de SS werd Hildebrandt op 27 januari 1934 bevorderd tot SS-Gruppenführer en op 30 januari 1942 tot SS-Obergruppenführer bevorderd. In het Derde Rijk was Hildebrandt de uitgever van de kranten Der Niederdeutsche Beobachter, Lübecker Beobachter en de Strelitzer Beobachter.
Het ambt als gouwleider was in de Tweede Wereldoorlog met verschillende ambten verbonden. Op 15 november 1940 fungeerde hij als Gauwohnungskommissar. Op 6 april 1942 werd hij Algemeen Gevolmachtigde (Generalbevollmächtigten) voor de arbeidsinzet (Arbeitseinsatz). op 16 november 1942 benoemde Fritz Sauckel, Hildebrandt tot  Reichsverteidigungskommissar (Rijksdefensiecommissaris) voor Mecklenburg. Vanaf 25 september 1944 voerde Hildebrandt de Volkssturm in zijn eigen gouw aan.
In 1941 gelastte Hildebrandt als gouwleider dat het standbeeld in Neustrelitz van de Groothertog van Mecklenburg Frederik Willem van Mecklenburg-Strelitz omgesmolten werd.

## Eind van de oorlog
Aan het einde van de oorlog werd Hildebrandt gevangen genomen door de Amerikaanse troepen, geïnterneerd en aangeklaagd in de Vliegerprocessen (Fliegerprozessen), vanwege de betrokkenheid en de doding van een geallieerde vlieger, wat een schending van de Haagse Vredesconferenties was. In februari 1947 werd Hildebrandt door een Amerikaanse militaire rechtbank in Dachau tot de dood veroordeeld. Op grond van orders van Hildebrandt, werden gevangengenomen vliegers gedood. De terechtstelling vond plaats in de gevangenis van Landsberg. Hij werd begraven op de begraafplaats van de gevangenis van Landsberg (alle resten zijn verwijderd)

## Ereburger
Op 16 maart 2006 heeft de gemeenteraad van Güstrow goedgekeurd dat de ereburgerschap van Hildebrandt ingetrokken werd.

## Carrière
Hildebrandt bekleedde verschillende rangen in zowel de Allgemeine-SS als Deutsche Heer. De volgende tabel laat zien dat de bevorderingen niet synchroon liepen.
| Datums              | Deutsche Heer      | Allgemeine-SS        | NSDAP               | RAD                   |
| ------------------- | ------------------ | -------------------- | ------------------- | --------------------- |
| 19 april 1916       | Kriegsfreiwilliger | —                    | —                   | —                     |
| 1919 - januari 1920 | Vizefeldwebel      | —                    | —                   | —                     |
| 27 maart 1925       | —                  | —                    | Gauleiter der NSDAP | —                     |
| 18 januari 1934     | —                  | SS-Anwärter          | —                   | —                     |
| 5 december 1933     | —                  | SS-Oberführer        | —                   | —                     |
| 27 januari 1934     | —                  | SS-Gruppenführer     | —                   | —                     |
| 10 april 1935       | —                  | —                    | —                   | Ehrengauarbeitsführer |
| 30 januari 1942     | —                  | SS-Obergruppenführer | —                   | —                     |

## Lidmaatschapsnummers
- NSDAP-nr.: 3 653[13] (lid geworden 1 februari 1925[5])
- SS-nr.: 128 802[5][13] (lid geworden met terugwerkende kracht vanaf 5 december 1933)

## Onderscheidingen
Selectie:
- Gouden Ereteken van de NSDAP in 1933[5][1]
- Dienstonderscheiding van de NSDAP in goud[5][1]
- IJzeren Kruis 1914, 1e Klasse[5][14][1] en 2e Klasse[5][1]
- Kruis voor Oorlogsverdienste, 1e Klasse en 2e Klasse met Zwaarden[5][1]
- Gewondeninsigne 1918 in zilver[14] in 1918[5][1]
- Militair Kruis van Verdienste (Mecklenburg-Schwerin), 1e Klasse en 2e Klasse[5][1]
- Ereteken van de Luchtbescherming, 1e Klasse (1938[1]) en 2e Klasse[5][1]
- Insigne van de Neurenberger Partijdagen[5] in 1929[1]
- Baltisch Kruis, 1e Klasse (1920[1]) en 2e Klasse[5]

## Publicaties
- (de)  Nationalsozialismus und Landarbeiterschaft. 1931.
- (de)  Grundsätzliches zur Landarbeiter Wohnungsfrage. 1935
- (de)  Das ist das historische Verdienst der Deutschen Arbeitsfront. 1939